# Scarsellino

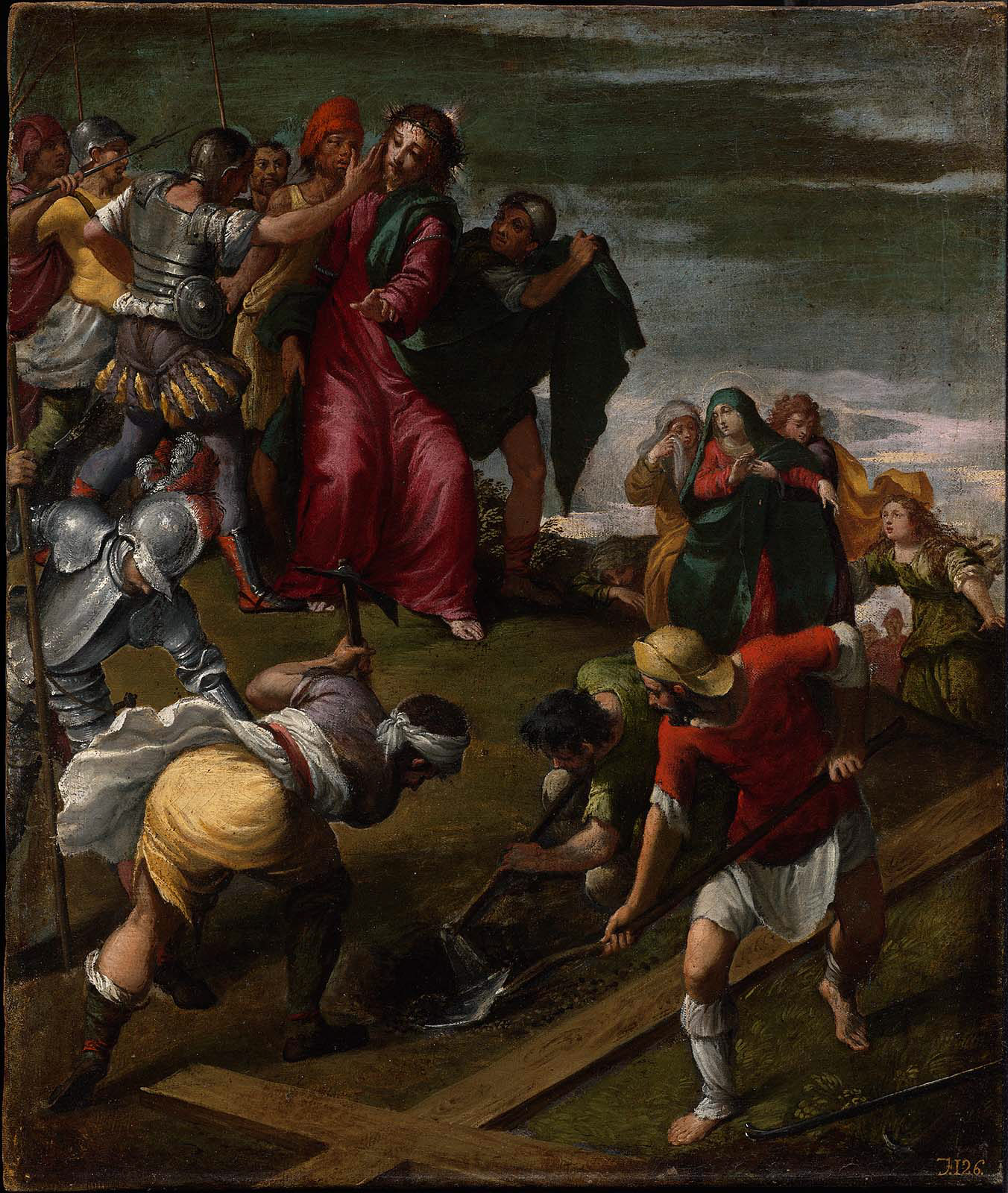
Crist al Calvari. Oli sobre tela. Museu de les Belles Arts, Bastons.

Scarsellino o Ippolito Scarsella (Ferrara, 1550 o 1551 - Ferrara, 1620) va ser un pintor manierista italià de l'escola de Ferrara.

## Biografia
"Scarsellino" va néixer a Ferrara al voltant de 1550. Era fill de Sigismondo Scarsella, també pintor, del qual no es registren obres importants. El seu pare, tanmateix, va tenir el gran mèrit d'intuir el potencial d'Ippolito, i no va obstaculitzar la seva professió. Als 17 anys deixa Ferrara. Fa una llarga estada al taller de Veronese, a Venècia, on el pintor troba altres pintors de l'escola veneciana, com de Dosso Dossi. Aquí assimila l'estil manierista i la revolució del moviment i del color imposat per Ticià.
Quan torna a Ferrara comença a treballar i obre el seu propi estudi. Aquests són els darrers anys del Govern de la Dinastia Este. És un pintor inspirat i ràpid. Aviat el seu nom està associat amb una quantitat sorprenent d'obres. Potser precisament a causa de la quantitat gran de treball, la crítica mai no ha valorat en profunditat el seu alent. La seva és una pintura d'alta qualitat alta, impregnada de l'estil manierista en voga. Bona part de les seves pintures eren encarregades per institucions religioses i a Ferrara encara és fàcil de trobar obres de Scarsellino en esglésies. Però els seus treballs estan escampats per tot el món, sense considerar les pintures perdudes robades o destruïdes durant la Segona Guerra Mundial (El bombardeig de Dresden va destruir dues de les seves teles : la Fugida a Egipte  i la Santa Família ). 

Algunes com les de la Vil·la Romana Borghese es consideren obres mestres del manierisme. Va treballar amb els germans Carracci al Palazzo dei Diamanti a Ferrara.
Scarsellino va morir el 28 d'octubre de 1620 a cal barber, encara ensabonat, asfixiat pel catarro i la tos.

## Obres
- Salita al Calvario, oli sobre taula, cm 32x23. Museum of Fine Arts, Boston
- Il martirio di San Venanzio da Camerino (Houston)
- Fame Conquering Time, Wadsworth Atheneum, Hartford
- Madonna in gloria e santi,. (1609), oli sobre taula, cm 61x40 Metropolitan Museum of Art, Nova York[1]
- Landscape with Abraham and Isaac (Oxford) (attribuit)[2]
- Apollo, Museum of Fine Arts, San Francisco[3]
- La Vergine con bambino e Santi (circa 1600), Museum of Fine Arts, Houston[4]
- Adorazione dei Magi (circa 1600), Musei Capitolini, Roma[5]
- Scena allegorica, Pinacoteca Nazionale, Ferrara[6]
- San Demetrio, Museum of Fine Arts, Boston[7]
- la Visitazione di Santa Elisabetta, Pinacoteca dels Museus Vaticans, Vaticà[7]
- Il giudizio di Paride, Galleria degli Uffizi, Florència